# Loigny-la-Bataille
Loigny-la-Bataille is een gemeente in het Franse departement Eure-et-Loir (regio Centre-Val de Loire) en telt 174 inwoners (1999). De plaats maakt deel uit van het arrondissement Châteaudun.

## Geografie
De oppervlakte van Loigny-la-Bataille bedraagt 17,8 km², de bevolkingsdichtheid is 9,8 inwoners per km².
De onderstaande kaart toont de ligging van Loigny-la-Bataille met de belangrijkste infrastructuur en aangrenzende gemeenten.

## Demografie
Onderstaande figuur toont het verloop van het inwonertal (bron: INSEE-tellingen).